# Jan Fischer
Jan Fischer (Praga, 2 de enero de 1951) es un técnico burócrata checo que ocupó el cargo de primer ministro de la República Checa.
Jan Fischer nació en Praga, en ese entonces capital de la desaparecida Checoslovaquia el 2 de enero de 1951 en el seno de una familia judía de matemáticos. Su padre era un investigador en el Instituto de Matemáticas de la Academia de Ciencias, especializado en matemáticas y estadística para el desarrollo de aplicaciones matemáticas orientadas a la genética (cada vez más selectivas) y a la medicina. Su madre era una experta en estadística aplicada a los seguros.
Fischer se graduó de la Universidad de Economía de Praga en 1974 en materia de estadística y econometría. Inmediatamente después de su graduación, obtuvo un empleo en el Instituto de Investigación de Información Socioeconómica, dependiente de la gubernamental Oficina Federal de Estadística de Checoslovaquia.
Fischer completó sus estudios de postgrado en la Universidad de Economía en 1985, obteniendo el grado de Candidato de Ciencias (un grado académico de los antiguos países comunistas de Europa Oriental, que estaba un escalón por debajo de doctor en Ciencias) en el ámbito de las estadísticas económicas. Fue miembro del gobernante Partido Comunista de Checoslovaquia desde 1980 hasta la caída del régimen comunista en 1989.
En 1990 fue nombrado vicepresidente de la Oficina Federal de Estadística en la que venía trabajando desde su graduación, y mantuvo esa posición hasta la disolución de Checoslovaquia. Al nacer la República Checa en enero de 1993, la Oficina Federal de Estadística se convirtió en la Oficina de Estadística Checa (CSU, por sus siglas en idioma checo); y Fischer fue confirmado como vicepresidente de la nueva entidad sucesora de la anterior. Desde el comienzo de la década de los años 1990 dirigió el equipo encargado del procesamiento de los resultados de las elecciones parlamentarias y locales; igualmente colaboró desde su cargo con el Eurostat (la Oficina de Estadística de la Unión Europea).
En septiembre del 2000 Fischer fue designado Director de Producción de Taylor Nelson Sofres Factum, una agencia de análisis y estudios de mercado; a la que aportó su experiencia en lo que fue una breve incursión en el sector privado.  
En el 2001 participó en la misión de evaluación del Fondo Monetario Internacional que viajó a Timor Oriental unos meses antes de la independencia de ese país, con el objetivo de explorar las posibilidades de crear una Oficina de Seguimiento Estadístico para el nuevo estado soberano.
Desde marzo del 2002 hasta abril del 2003 Fischer fue el jefe del área de investigación de la Facultad de Informática y Estadística de la Universidad de Economía de Praga.
El 24 de abril del 2003 Fischer fue nombrado presidente de la Oficina de Estadística Checa.

## Un inesperado y desconocido primer ministro
Desde la Revolución de Terciopelo de 1989 que derribó al régimen comunista, Fischer se había mantenido desvinculado de toda filiación política; simplemente era un técnico independiente que trabajaba en un organismo burocrático del Estado, poco o nada conocido por el público. Pero una difícil crisis política sorpresivamente lo iba a poner de la noche a la mañana en el cargo más ambicionado por los políticos profesionales del país, el cargo desde el que se gobierna a la nación.
El 24 de marzo del 2009 una estrecha mayoría de la Cámara de Diputados del Parlamento de la República Checa aprobaba una moción de censura contra el primer ministro de la República Checa, Mirek Topolánek. Como es obligatorio en esos casos, Topolánek debió presentar su renuncia dos días después, el 26 de marzo.
La situación era consecuencia de las últimas elecciones generales, en las que la Cámara de Diputados había quedado dividida casi mitad y mitad entre las dos fuerzas políticas dominantes (el conservador Partido Democrático Cívico de Topolánek y el centroizquierdista Partido Socialdemócrata Checo) y sus respectivos aliados. El resultado fue una situación política inestable que terminó explotando gracias a algunos diputados desertores de la coalición oficialista, que unieron sus votos a los de la oposición para derribar al gobierno con un voto de censura.    
Después de la moción de censura el país quedó sumido en una crisis política, ya que ni los conservadores ni los socialdemócratas podían formar gobierno; para colmo de males todo ocurría cuando la República Checa ejercía la presidencia semestral de la Unión Europea.
Como árbitro de la situación, el presidente de la República Checa Václav Klaus impuso una solución para superar el estancamiento en la crisis política. Klaus propuso nombrar al desconocido y apolítico Fischer como primer ministro, al frente de un gobierno que integraría a los Ministros postulados por los diferentes partidos políticos. Dicho gobierno sólo permanecería en el poder hasta las elecciones generales adelantadas previstas inicialmente para octubre de ese mismo año (pero que terminaron celebrándose el 28 y 29 de mayo del 2010); y su misión sería concluir la presidencia europea, preparar los presupuestos generales de la nación para el 2010 y organizar las elecciones.
Topolánek, como líder del Partido Democrático Cívico, forjó un acuerdo con sus rivales del Partido Socialdemócrata para aceptar la propuesta del presidente Klaus; se acordó que el futuro primer ministro Fischer debía nombrar Ministros a los candidatos independientes propuestos por los partidos de ambos bandos. Incluso se fijaron las cuotas, la coalición conservadora sería representada por ocho ministros y la liderada por los socialdemócratas por siete.
Así que con el acuerdo de los partidos políticos Fischer fue nombrado primer ministro por el presidente Klaus el 8 de mayo del 2009 con efectos inmediatos. Fischer había dicho que al terminar su breve mandato después de las elecciones del 28 y 29 de mayo del 2010, volvería a su trabajo de técnico al servicio del Estado. Pero después de entregar el poder Fischer fue nombrado en el 2010 vicepresidente del Banco Europeo para la Reconstrucción y el Desarrollo con sede en Londres, Reino Unido.

## Candidato presidencial y ministro de Finanzas.
El 9 de enero del 2012 Jan Fischer anunció que sería candidato a Presidente de la República Checa sí se aprobaba definitivamente la ley para que la elección fuera por sufragio universal y directo. Efectivamente la ley fue aprobada, y el 9 de julio del 2012 Fischer anunció que renunciaría a su cargo en el Banco Europeo para la Reconstrucción y el Desarrollo y que comenzaría a recoger firmas para presentar su candidatura presidencial como independiente. Fischer ha dicho que quiere ser un presidente transparente y al servicio de los ciudadanos (en Chequia el cargo de presidente es fundamentalmente simbólico o protocolario, pero tiene algunas funciones prácticas); y también ha dicho que no apoyaría ningún gobierno que dependiera del apoyo de los comunistas checos por considerarlos extremistas.
Pero en la primera vuelta de las elecciones presidenciales celebradas los días 11 y 12 de enero de 2013, Fischer llegó de tercero al obtener sólo 841.437 votos populares, equivalentes al 16,35% del total de los sufragios emitidos; con lo que Fischer quedó fuera de la segunda vuelta electoral y fracasó en su aspiración presidencial.
Fischer fue nombrado ministro de Finanzas de la República Checa por el primer ministro Jiří Rusnok y comenzó a ejercer las funciones del cargo tras su juramentación el 10 de julio de 2013. Ejerció el cargo hasta el 29 de enero de 2014 cuando fue juramentado su sucesor, nombrado por el nuevo Primer ministro Bohuslav Sobotka.